# Наш двір (фільм, 1956)
«Наш двір» («ჩვენი ეზო») — грузинський радянський художній фільм виробництва «Грузія-фільм» 1956 року. Лірична драма режисера Резо Чхеїдзе.

## Сюжет
Повість про жителів одного тбіліського двору, де люди живуть, розділяючи радості і незгодни один одного...

## У ролях
- Сесиль Такайшвілі
- Акакій Кванталиани
- Лейла Абашидзе
- Софіко Чіаурелі
- Георгій Шенгелая
- Леван Пілпані
- Гоча Абашидзе
- Дудухана Церодзе
- Нодар Піранішвілі
- К. Мгалоблішвілі
- З. Гудавадзе
- Тамара Абашидзе
- Ніна Давіташвілі
- Григол Ткабладзе
- Іполит Хвичия
- Георгій Давіташвілі